# فورچیونزول
فورچیونزول (به انگلیسی: Fortuneswell) یک روستا در بریتانیا است که در Weymouth and Portland واقع شده‌است.